# Glantal

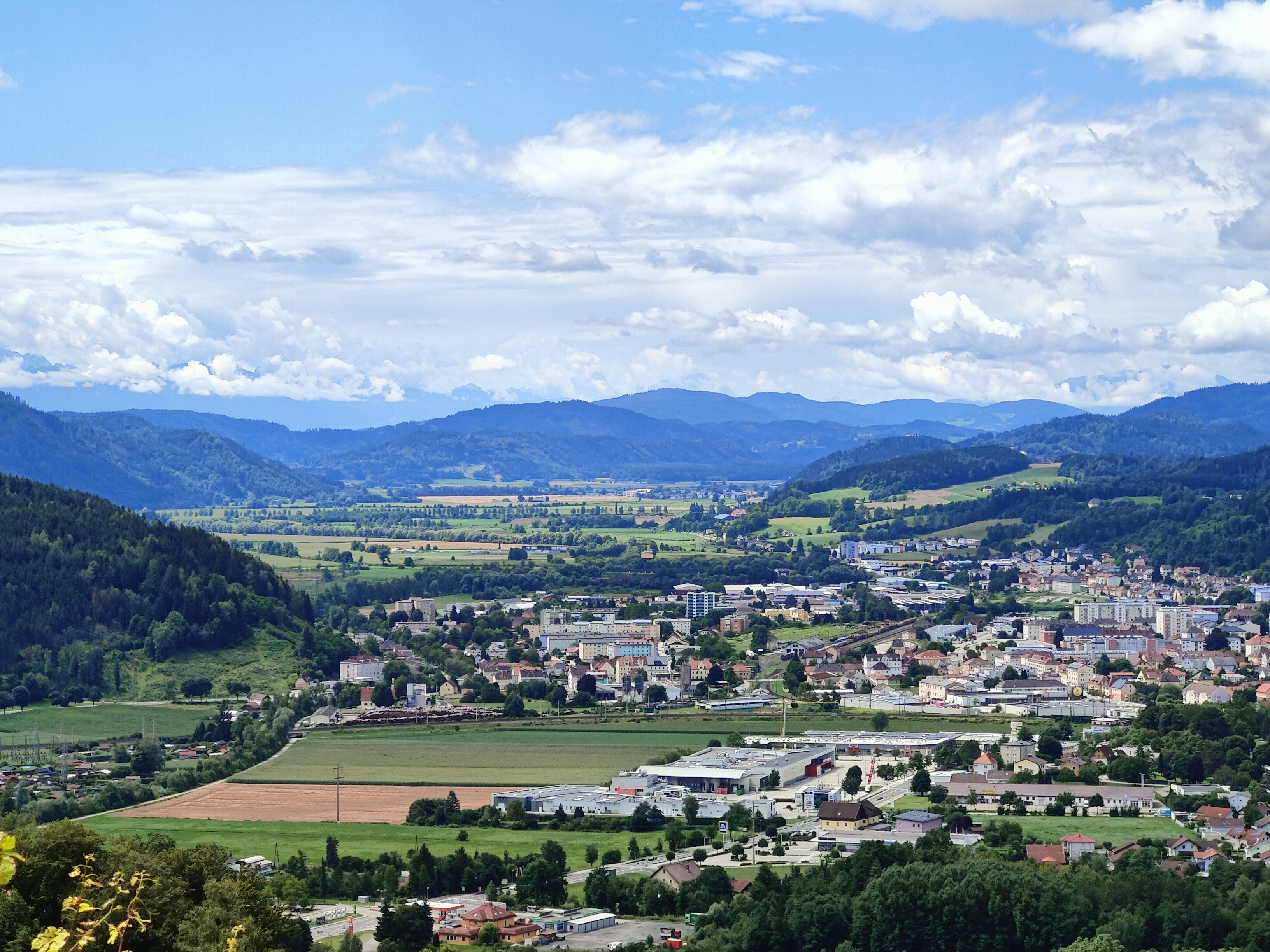
Glantal

Das Glantal ist eine Region in Kärnten, die von der Glan durchflossen wird. Das Glantal befindet sich am Nordrand des Klagenfurter Beckens.
Der Begriff wird nicht einheitlich verwendet, steht jedoch nie für das Gebiet des gesamten Flussverlaufs der Glan. Oberhalb des Glantals fließt die Glan im Feldkirchen-Moosburger Hügelland, unterhalb des Glantals durchfließt sie das Zollfeld und mündet mitten im Klagenfurter Feld in die Gurk.
Umgangssprachlich bezeichnet man mit Glantal häufig den Bereich zwischen den Bezirkshauptorten Feldkirchen (Kärnten) und Sankt Veit an der Glan. In diesem Sinn liegt beispielsweise der Ort Glanegg mitten im Glantal. 
In engerem Sinn versteht man unter Glantal nur den Bereich, in dem sich der Talboden der Glan zwischen dem Glantaler Bergland im Süden und den Wimitzer Bergen sowie dem St. Veiter Bergland im Norden auf etwa 1 bis 2 ½ km Breite erweitert. Demnach beginnt das Glantal erst unterhalb von Tauchendorf, etwa auf halbem Weg zwischen Feldkirchen und St. Veit an der Glan, und erstreckt sich etwa bis zur Mündung der Wimitz in die Glan in St. Veit an der Glan. Der Talboden ist auf einer Seehöhe von 470 bis 490 m. Im Glantal liegen der Gemeindehauptort Liebenfels und große Teile des Bezirkshauptorts Sankt Veit an der Glan sowie überwiegend landwirtschaftlich genutzte Flächen. Durch das Glantal verlaufen die Ossiacher Straße B94 und die Rudolfsbahn.